# الأعدوف (تعز)
الاعدوف هي إحدى قرى جمهورية اليمن. وهي تتبع جغرافيًا لمحافظة تعز. وإداريًا لمديرية مقبنة. يبلغ تعداد سكانها 953 نسمة حسب الإحصاء الذي أجري عام 2004.